# Pardosa crassipalpis
Pardosa crassipalpis là một loài nhện trong họ Lycosidae.
Loài này thuộc chi Pardosa. Pardosa crassipalpis được William Frederick Purcell miêu tả năm 1903.